# Koblenz-Altstadt

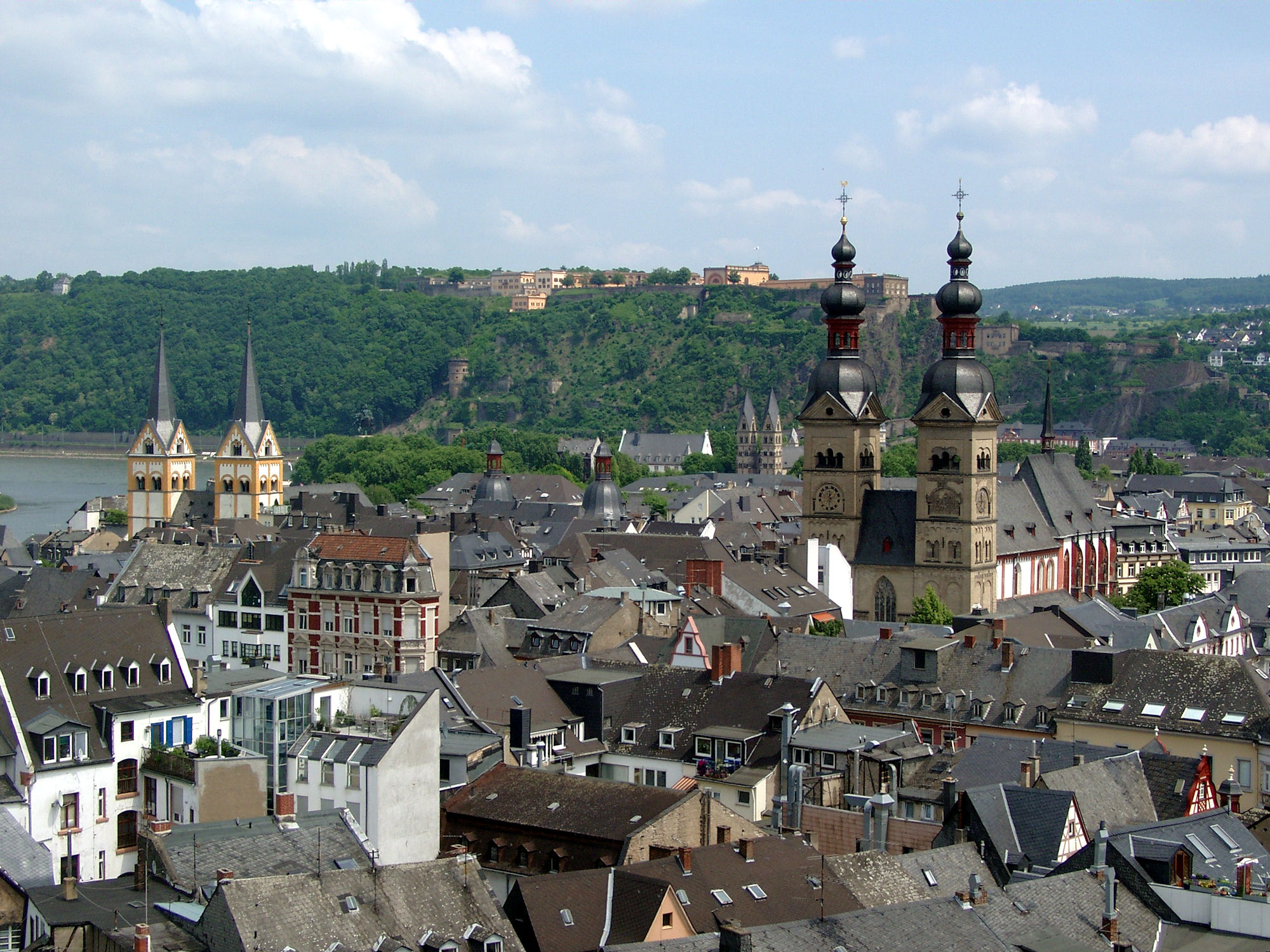
Koblenzer Altstadt: Florinskirche (links), Liebfrauenkirche (rechts) und im Hintergrund die Basilika St. Kastor

Die Altstadt von Koblenz ist die Urzelle der Stadt. Der Stadtteil umfasst das Siedlungsgebiet von Koblenz von der römischen Gründung 9 v. Chr. bis 1890. Danach wurde die Stadtbefestigung niedergelegt und die Stadt konnte ihr Siedlungsgebiet erweitern. Viele Ortschaften in der nahen Umgebung wurden bis 1970 eingemeindet und bilden heute die Großstadt Koblenz.
Nach der schweren Zerstörung durch die schweren Luftangriffe im Zweiten Weltkrieg wurde die Altstadt in den darauffolgenden Jahren wieder aufgebaut. Heute lockt die restaurierte Altstadt mit ihren Restaurants, Kneipen, Geschäften und ihrer historischen Bausubstanz viele Besucher, aber auch Einheimische zum Verweilen an. Seit 2002 gehört die Altstadt von Koblenz zum UNESCO-Welterbe Oberes Mittelrheintal.

## Sehenswürdigkeiten
Es gibt fünf Kirchen, Basilika St. Kastor, Liebfrauenkirche, Florinskirche, Jesuitenkirche und Herz-Jesu-Kirche, in diesem Stadtteil. Weitere markante Bauwerke sind das Deutsche Eck, das Kurfürstliche Schloss, die Alte Burg, das Kunstgässchen, das Deutschherrenhaus, das Theater Koblenz, der Schängelbrunnen, die Vier Türme, das Haus Metternich, die Alte Münze, der Bürresheimer Hof, das Alte Kaufhaus, das Schöffenhaus, das Dreikönigenhaus, das Krämerzunfthaus, der Deutsche Kaiser und das Löhr-Center. Mit dem Münzplatz, Am Plan, dem Jesuitenplatz und dem Görresplatz mit der Historiensäule prägen vier Plätze die Altstadt.

## Bundesgartenschau 2011
Zur Bundesgartenschau 2011 in Koblenz wurden die Rheinanlagen und das Areal um das Kurfürstliche Schloss umgestaltet. Die Uferanlagen hinter dem Deutschen Eck entlang von Rhein und Mosel wurden saniert. Das Konrad-Adenauer-Ufer wurde zu einem Uferboulevard ausgebaut und autofrei gestaltet. Eine Kabinenseilbahn über den Rhein verbindet die Rheinanlagen in Höhe der Kastorkirche mit dem Vorplatz der Festung Ehrenbreitstein. Das Pegelhaus bekam ein Glasdach und fungiert als Aussichtspunkt. Durch Öffnung des Schlosses wurde eine Achse vom neuen Schienenhaltepunkt Koblenz Stadtmitte über die Schlossstraße durch das Schloss selbst zum Rhein hin geschaffen. Am Rheinufer hinter dem Schloss entstand eine 100 Meter breite Sitztreppenanlage. Der Blumenhof zwischen Deutschherrenhaus und Kastorkirche wurde ebenfalls als Austragungsfläche genutzt.